# Groß Oßnig
Groß Oßnig (in basso sorabo: Wjeliki Wóseńk) è una frazione del comune tedesco di Neuhausen/Spree, nel Land del Brandeburgo.

## Storia
Il 24 marzo 2003 il comune di Groß Oßnig venne soppresso e aggregato al comune di Neuhausen, che contemporaneamente assunse la nuova denominazione di «Neuhausen/Spree».

## Amministrazione
Groß Oßnig è amministrata da un consiglio di frazione (Ortsbeirat) composto da 3 membri.

### Esplicative
1. ↑  Letteralmente: «Oßnig grande», in contrapposizione alla vicina Klein Oßnig – «Oßnig piccola».

### Bibliografiche
1. ↑  (DE) Groß Oßnig, su neuhausen-spree.de.
2. ↑  (DE) Hauptsatzung der Gemeinde Neuhausen/Spree, § 12, Abs. 1. (PDF), su daten.verwaltungsportal.de.
3. ↑  (DE) Zweites Gesetz zur landesweiten Gemeindegebietsreform betreffend die kreisfreie Stadt Cottbus und das Amt Neuhausen/Spree, § 1, Abs. 2., su bravors.brandenburg.de.
4. ↑  (DE) Hauptsatzung der Gemeinde Neuhausen/Spree, § 12, Abs. 2. (PDF), su daten.verwaltungsportal.de.